# Барачати
Барача́ти (рос. Барачаты) — село у складі Кропивинського округу Кемеровської області, Росія.

## Населення
Населення — 683 особи (2010; 746 у 2002).
Національний склад (станом на 2002 рік):
- росіяни — 85 %